# Ференц Фрічай
Фе́ренц Фрі́чай (угор. Fricsay Ferenc; 9 серпня 1914, Будапешт — 20 лютого 1963, Базель) — угорський диригент.

## Біографія
Закінчив Будапештську Академію музики (1933), де навчався грі на фортепіано, скрипці, кларнеті, тромбоні, ударних, також композицією та диригуванням; серед вчителів були Бела Барток, Золтан Кодай, Ернст фон Донаньї, Лео Вайнер.
У 1933 очолив військовий духовий оркестр в Сегеді, надалі перетворивши його в симфонічний, яким і керував аж до 1943 р.
У 1944 був заарештований гестапо, зумів втекти, переховувався у підпіллі в Будапешті.
В 1945–1948 працював у Будапештській опері, одночасно займаючись оперними постановками в Відні та Зальцбурзі (зокрема, на Зальцбурзькому фестивалі 1947 р. Фрічаі диригував прем'єрою опери Готфріда фон Ейнема «Смерть Дантона», замінивши в останній момент захворілого Отто Клемперера та здобувши грандіозний успіх).
У 1948–1954 був головним диригентом Симфонічного оркестру радіо американського сектора, заклавши основу цього широко відомого надалі під іншими назвами колективу.
Одночасно в 1949–1952 рр.. був музичним керівником Берлінської міської опери.
В 1954 прийняв пропозицію очолити Х'юстонський симфонічний оркестр, проте відмовився від ангажементу вже в середині сезону — почасти за станом здоров'я, почасти тому, що в Х'юстоні не зустріли підтримки його плани щодо збільшення фінансової підтримки оркестру та будівництва для нього нового концертного залу (все ж побудованого дванадцять років потому).
В 1956–1958 керував Мюнхенською оперою. Знову очолював все той же берлінський оркестр (вже як Радіосімфонічний оркестр Берліна) в 1959–1963 рр.., однак через важку хворобу після 1961 р. (що ознаменувався для Фрічаі гастролями оркестру разом з Ієгуді Менухіним та диригуванням моцартівським «Дон Жуаном» на відкритті Німецькій опери в Берліні) він вже не виступав: востаннє Фрічаі стояв за пультом 7 грудня 1961 р. в Лондоні, диригуючи Сьому симфонію Бетховена.
В 1962 р. опублікована книга Фрічаі «Про Моцарта та Бартока» (нім. Über Mozart und Bartok), а в наступного році він помер від раку в базельській лікарні.
Аудіозаписи Фрічаі — особливо творів Моцарта, Бетховена та Бартока — користуються високою оцінкою фахівців. У виконанні оркестру під керуванням Фрічаі звучить Дев'ята симфонія Бетховена у фільмі «Заводний апельсин», для якого саме ця музика виключно важлива.

## Визнання
За результатами опитування, проведеного в листопаді 2010 року британським журналом про класичну музику BBC Music Magazine, серед ста диригентів з різних країн, поряд із такими музикантами, як Колін Девіс (Велика Британія), Валерій Гергієв (Росія), Густаво Дудамель (Венесуела), Маріс Янсонс (Латвія), Фрічаі зайняв тринадцяте місце в списку з двадцяти найбільш видатних диригентів усіх часівBBC Worldwide Press Releases: Carlos Kleiber voted greatest conductor of all time [Архівовано 30 травня 2012 у WebCite].